# Eunidia discobivittata
Eunidia discobivittata là một loài bọ cánh cứng trong họ Cerambycidae.